# Виру
Ви́ру (ест. Võru, вир. Võro, нім. Werro) — місто в Естонії, адміністративний центр повіту Вирумаа.

## Історія
Офіційною датою заснування Виру прийнято вважати 21 серпня 1784 року, коли генерал-губернатор Ліфляндії підписав указ про утворення нового міста.
Найстаріша археологічна знахідка на сучасній території міста Виру — це випадково знайдений жіночий череп, що належить до середньої кам'яної доби (датується приблизно 4000 роком до н. е.).
1943 року в поселенні Тамула було знайдено найстаріший скарб, у якому містились цікаві підвіски з бурштину й кістяні предмети. За півгодини ходи від центра міста, через парк підвісним мостом, можна дістатись історичного місця Тамула.
Перші згадки про городище Кірумпяе, яке було зведено для захисту східного кордону Дерптського єпископства, належать до 1322 року. Навколо кам'яного городища виникло велике поселення торговців і ремісників Кірумпяе. Сучасне місто Виру розташовано за кілометр на південь від руїн поселення Кірумпяе, остаточно знищеного під час чергової московсько-шведської війни 1656 року. Кірумпяе була витоптаною війнами землею, городище та прилеглі до нього землі належали то Лівонському ордену, то Росії, то Польщі. З часів володарювання Польщі, а саме з 1590 року, походять і перші згадки про сусіднє з городищем володіння — маєток Верро (Веремойза). Після Північної війни, коли почались, так звані російські часи, тогочасна цариця Єлизавета Петрівна, подарувала частину городищенських володінь графу Бестужеву-Рюміну. Землі Кірумпяе продавали й купували. За часів перебування їх у власності родини Мюллер, одна з дочок Мюллер отримала маєток Верро у власність. Мюллер продав маєток фон Менгдену, у якого, у свою чергу, його купили для знову заснованого повітового центру.
З того часу й почалась історія власне Виру, оскільки ані історичне поселення Тамула, ані форт Кірумпяе неможна вважати безпосередніми попередниками сучасного міста. 1783 року, за розпорядженням цариці Катерини II, з південної та південно-східної частин Дерптського повіту було створено новий повіт, центром мав стати державний маєток Вана-Койола (Кіррумпях-Койкюль). За якийсь час Катерина II дала дозвіл генерал-губернатору Георгу фон Броуну на купівлю приватного маєтку Верро для зведення міста. Головна будівля маєтку в перебудованому вигляді збереглось донині. Днем заснування міста Виру вважається 21 серпня 1784 року, коли вийшов декрет генерал-губернатора з повідомленням, що місцезнаходженням міста, що будується, буде маєток Верро й місто буде мати назву маєтку.
Виру було засновано в наказовому порядку. 1785 року було затверджено план міста, що передбачав упорядковану, повнокутну мережу вулиць, що перехрещуються. Історична мережа вулиць збереглась, у старій забудові домінують одноповерхові дерев'яні будинки. Неповторну цінність має мережа вулиць та цікава з точки зору будівництва дерев'яна архітектура. Лютеранська (1793) та православна (1804) церкви нагадують про перші роки існування міста, обидві присвячені імператриці Катерині II.
У 1950–1991 роках був центром Вируського району.

## Пам'ятки
- Памятник Фрідріху Рейнгольду Крейцвальду та парк його імені на березі озера Тамула
- Підвісний міст у північній частині озера Тамула, що поєднує Виру з півостровом Роосісаар
- Місце стародавньої стоянки періоду кам'яної доби в районі підвісного мосту до півострова Роосісаар
- Музей Фрідріха Рейнгольда Крейцвальда
- Церква Катерини — лютеранська церква, збудована 1793 року на кошти, пожертвувані Катериною II
- Храм Естонської апостольської православної Церкви, збудований 1806 року.

## Світлини

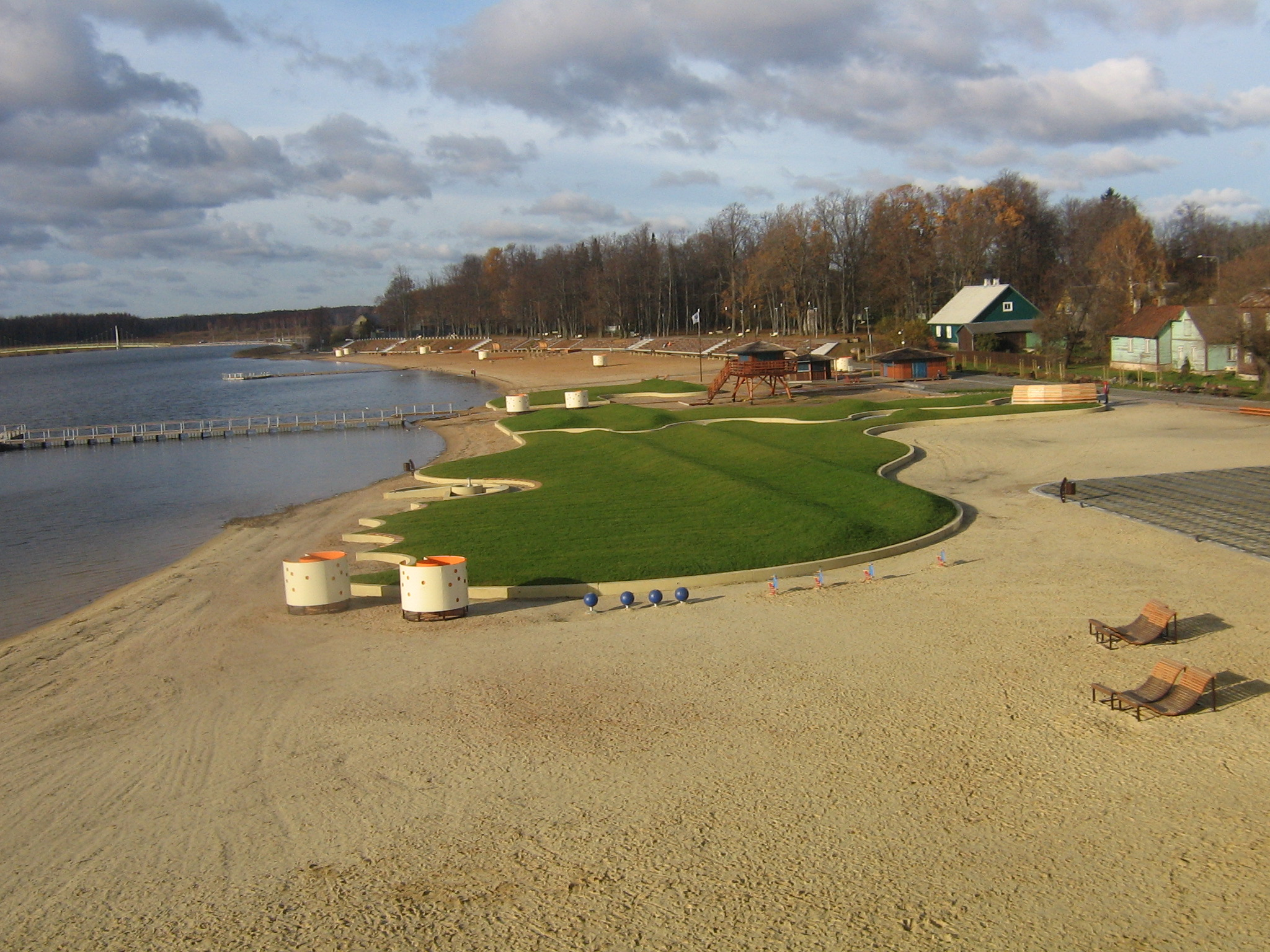
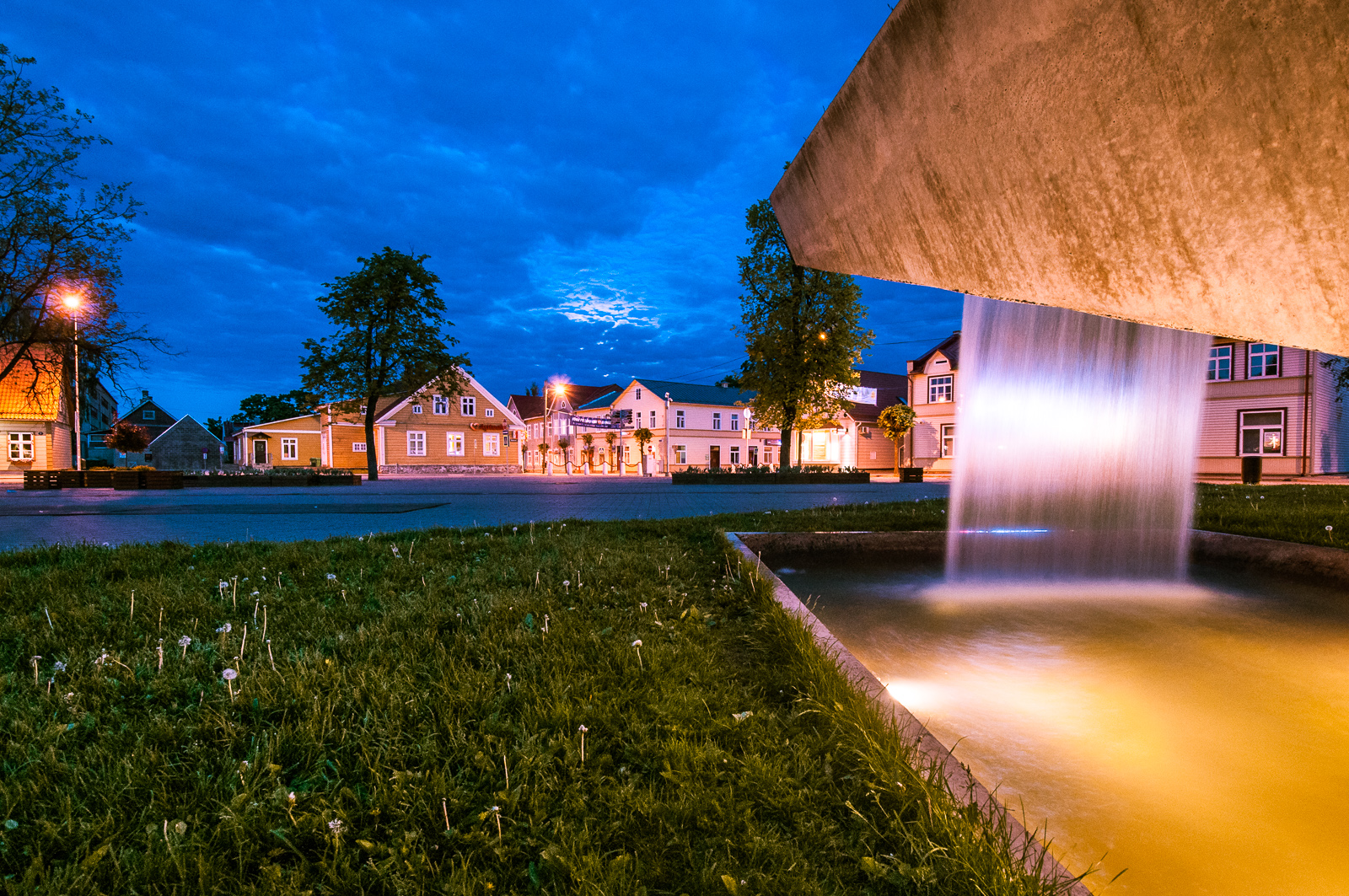
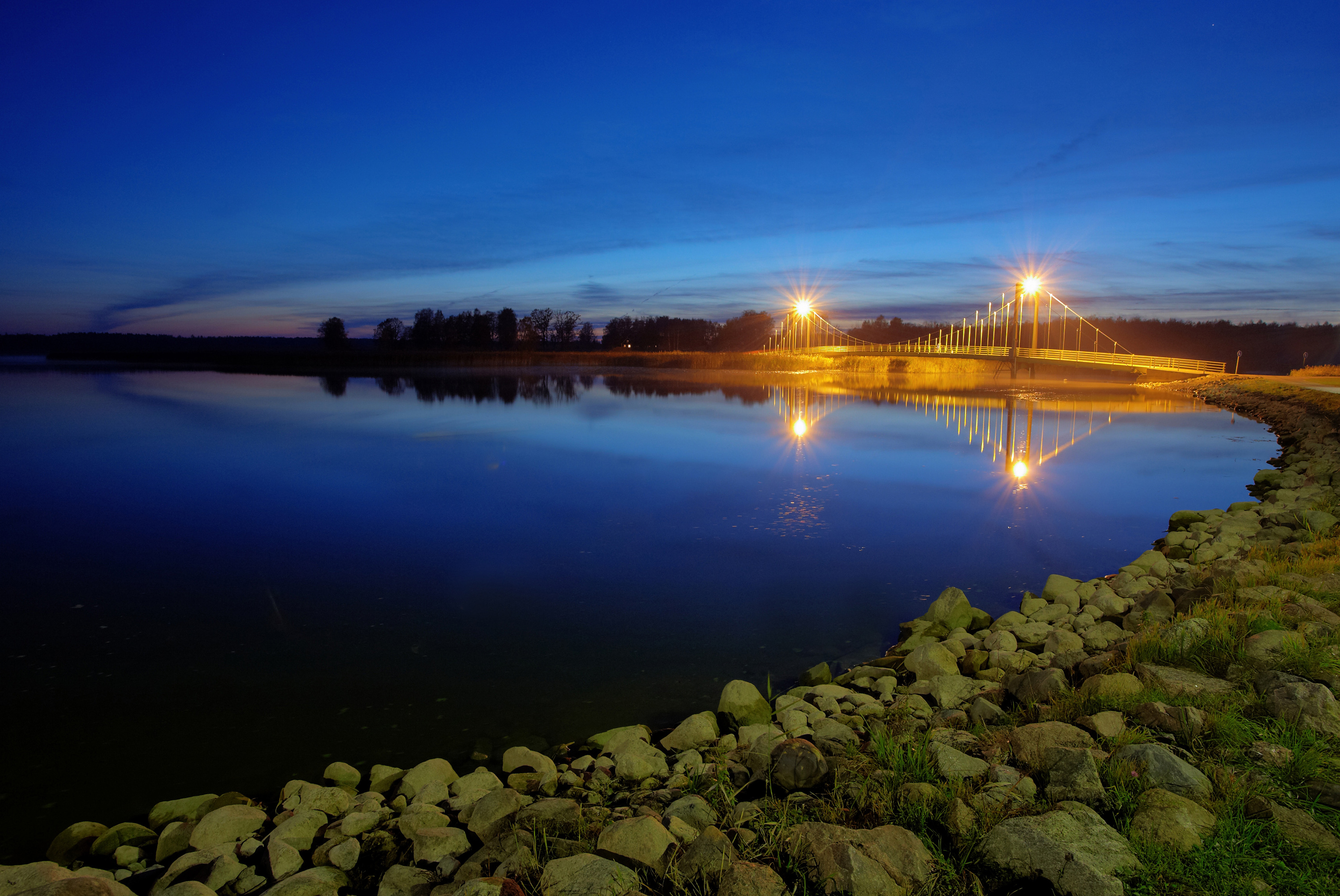
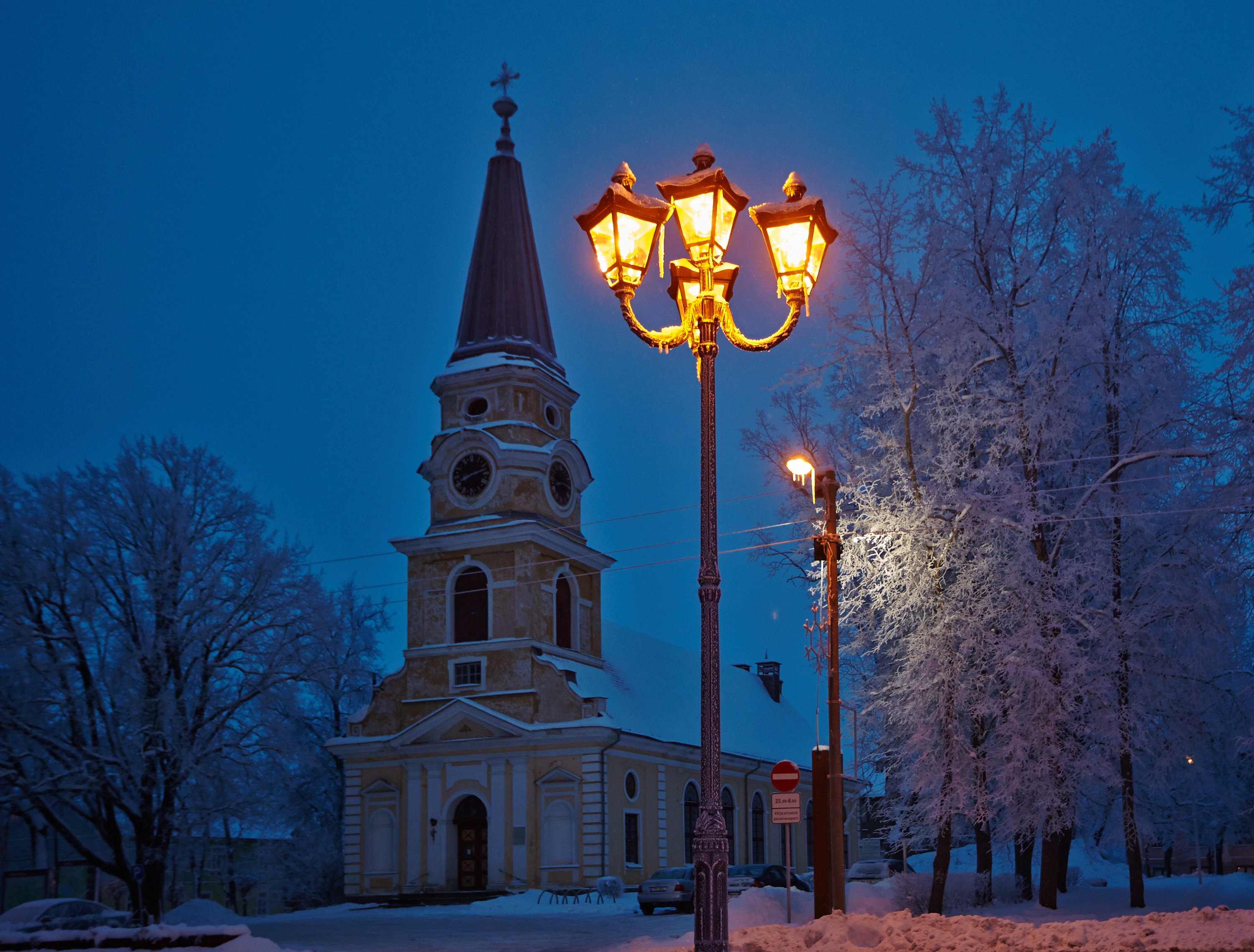

## Видатні жителі Виру
- У приватному пансіоні в Верро навчались у різні роки російські поети німецького походження Вільгельм Кюхельбекер та Афанасій Фет.
- У Виру народився художник Навітролла.